# ヴィノーヴォ
ヴィノーヴォ（伊: Vinovo）は、イタリア共和国ピエモンテ州トリノ県にある、人口約15,000人の基礎自治体（コムーネ）。

## 地理

### 位置・広がり

#### 隣接コムーネ
隣接するコムーネは以下の通り。
- カンディオーロ
- カリニャーノ
- ラ・ロッジャ
- モンカリエーリ
- ニケリーノ
- ピオーベジ・トリネーゼ

## 行政

### 分離集落
ヴィノーヴォには、以下の分離集落（フラツィオーネ）がある。
- Garino, Tetti Rosa, Tetti Grella, Tetti Borno, Tetti Caglieri, Tetti Berta

## 姉妹都市
- Luque、アルゼンチン
- カザルボレ、イタリア

## 出身著名人
- ジョヴァンニ・ヴァレッティ - 自転車ロードレース選手